# Balu Park
A Balu Park Hargitafürdőn, a Keleti-Kárpátokban, a hargitai fenyvesben lévő kalandpark. A 11 különböző nehézségi fokú pálya 190 fára szerelt játékelemből és 190 platformból áll, összesen 1,5 hektár területen.

## A pályák
A 11 kalandpályát különböző színek jelölik. A sárga és a narancs színű szakasz gyermekpálya, a feladatok a gyermekek testmagasságához és erőnlétéhez vannak kialakítva. A rózsaszín egy gyermekeknek szánt kisméretű tiroli csúszópálya. Felnőtteknek hat pálya készült, emelkedő nehézségű akadályokkal. A barna színmegjelölésű szakasz csapatoknak készült. A kezdő pályát mindenkinek végig kell bírnia, csak azután válthat nehezebb fokozatúra. A Balu Park különlegessége a tiroli csúszópálya, amely 985 méteres hosszúságával Közép-Európa legnagyobb csúszópályája.

## A biztonság
A pályák használata előtt kötelező a gyakorlópálya teljesítése, ez bemelegítésként és szintfelmérésként is hasznos. A park minden belépője speciális védőfelszerelést kap. A biztosítókötelek és a biztonsági öltözet használata a pálya teljes hosszán kötelező. A kalandozást szakképzett segítők és animátorok felügyelik.
A pályák terveihez és építéséhez kipróbált francia technológiát alkalmaztak. A Balu Park tagja az Európai Kötélpályák Szövetségének (ERCA).